# DCC plc
DCC plc er en irsk koncern indenfor energi, sundhed, teknologi og miljø.
Development Capital Corporation Limited (DCC) blev etableret af Jim Flavin i 1976, som en investeringsvirksomhed. I 1994 blev den børsnoteret på Irish Stock Exchange og London Stock Exchange.
Indenfor energi-sektoren beskæftiger DCC sig med med distribution af olie, gas og benzin.